# Martha Persson Henning
Esther Martha Brynhilda Persson Henning, född 7 juli 1881 i Helsingborg, död där 20 juni 1969, var en svensk läkare. Hon var en av de första öron-, näs- och halsläkarna i Sverige, liksom den första kvinnan i landet med titeln amanuens.

## Uppväxt
Persson föddes 1881 i Helsingborg. Hon var dotter till Nils Persson och Brynhilda Sandberg-Bennet. Hon hade 11 syskon, och var det yngsta barnet. Familjen hade det gott ställt under uppväxten. De bodde under hennes första år i Gamlegård, Helsingborg, innan de flyttade till Konsul Perssons villa i staden. Hon gick sju år på Elementarskolan i Helsingborg, och studerade 1897 hushållssysslor under ett år i England.

## Studier
1899 började Henning studera vid läroverk i Stockholm. Eftersom de statliga läroverken var stängda för kvinnor fick hon bedriva gymnasieundervisningen privat. Trots de höga kostnader som det medförde kunde hon ta studenten, och 1903 flyttade hon till Lund för läkarstudier. Eftersom läkarkåren präglades av starka könsnormer studerade hon med en inriktning mot vad som kallades kvinnosjukdomar. Efter examen fortsatte hon att studera vid Karolinska institutet i Stockholm, och tog en medicine kandidat 1908. Hon arbetade vid sidan av studierna som amanuens i Stockholm, och var samtidigt en framgångsrik tennisspelare och seglare, idrotter där hon vann flera medaljer. Efter sin kandidatexamen verkade hon som amanuens och undersköterska vid flera olika sjukhus.
1916 flyttade Henning till Wien, för att vidareutbilda sig inom öron-, näs- och halssjukdomar. Under första världskriget tjänstgjorde hon vid stadens krigslasarett. För sina insatser på krigslasarettet mottog hon en förtjänstmedalj från Röda korset i Österrike.

## Läkarpraktik
Mellan 1920 och 1931 verkade Henning som läkare i Uppsala, där hon hade en egen praktik. Hon var under dessa år även ledamot i stadsfullmäktige i staden, samt hälsovårdsnämnden och nykterhetsnämnden.
1928 promoverades hon till medicine doktor vid Uppsala universitet, med en avhandling om dövskolor i Sverige. Hon kom under hela sitt liv att engagera sig för hörselnedsatta, och var med och grundade Hörselfrämjandet (Hörselskadades riksförbund). Under 41 år satt hon i förbundets centralstyrelse. Hon hyste även ett stort engagemang för kvinnors möjlighet till vidareutbildning och yrkeskarriär. Under andra världskriget var hon frivillig läkare för Röda korset, vilket hon även var under Finska vinterkriget. 1939 och 1940 reste hon till Finland, och 1945 var hon med och tog emot vita bussarna vid gränsen mellan Danmark och Tyskland. För detta arbete mottog hon krigsordnar från både Finland och Danmark.
1931 återvände hon till Helsingborg, och hyste en mottagning i barndomshemmet Gamlegård som hon 1919 hade köpt och låtit restaurera. Hon verkade där som läkare fram tills att hon pensionerades på 1950-talet. Hon skrev även flera skrifter, såväl om medicinska spörsmål och sitt ideella engagemang, som om sin släkts historia och sitt eget liv. Några år innan sin död gav hon ut skriften Ett händelserikt liv, som skildrar hennes eget liv och sina egna erfarenheter.

## Arv
Under de år som Henning verkade som läkare i Helsingborg kom hon att bli en av stadens mest kända läkare. Hon höll som egenföretagare igång sin egen läkarpraktik och var verksam in på 1950-talet. Hennes praktik har bevarats på Fredriksdal museer och trädgårdar. Hon dog 1969, och ligger begravd på Donationskyrkogården i Helsingborg.